# جک گینس
جک گینس (زاده ۲۸ ژوئیه ۱۹۸۲ میلادی) مدل، طراح مد و نویسنده اهل انگلستان است.

## بیوگرافی
جک گینس درسال ۱۹۸۲، در خانواده گینس به‌دنیا آمد. وی تحصیلات خود را در دانشگاه کمبریج گذراند.

## فعالیت مدلینگ
جک گینس تاکنون با برندهایی نظیر دولچه اند گابانا و دانهیل به‌عنوان مدل همکاری داشته است.

وی در کت والک‌های هفته مد لندن در خط فاصل سال‌های ۲۰۱۴-۲۰۱۹ نیز به‌عنوان مدل و طراح مد حضور داشته است.